# Dromofobia
Dromofobia (łac. dromophobia) - jest to niczym nieuzasadnione występowanie lęku przed przechodzeniem przez ulicę. Chory boi się także wszelkiego rodzaju podróży, również myślenia o nich.